# Kiltimagh
Kiltimagh (irl. Coillte Mách) – miasto we wschodniej części hrabstwa Mayo w prowincji Connacht w Irlandii. W 2011 roku liczba mieszkańców wynosiła 1127 osób.